# Revista de Estudos Empíricos em Direito
A Revista de Estudos Empíricos em Direito é um periódico científico semestral editado pela Rede de Pesquisa Empírica em Direito. Publicada desde seu lançamento em 2014, esta revista está indexada em vários indexadores como Latindex e Diadorim.
Este periódico é especializado na publicação de artigos e trabalhos acadêmicos baseados em metodologias que envolvem a pesquisa empírica aplicada ao Direito.
O propósito deste periódico seria estimular uma reflexão do direito como um fenômeno social a ser explicado por meio de observações sistemáticas e metodologicamente fundadas, contemplando tanto as pesquisas quantitativas, quanto qualitativas, sem optar por uma hierarquização entre ambas, na linha do defendido por Marc Galanter.
O primeiro número do periódico foi publicado em 2014, estando atualmente classificada pelo SCImago Journal Rank no Quartil 2..

## Estrutura organizacional da equipe
A estrutura editorial da revista é composta por: 
- Editores (que se renovam continuamente);
- Assistentes editoriais;
- Comitê Executivo;
- Conselho Editorial.

Em 2023, o Comitê Executivo da REED era composto pelos pesquisadores Alexandre dos Santos Cunha (IPEA), Ana Gabriela Mendes Braga (UNESP Franca), Bernardo Abreu de Medeiros (IPEA), Diogo Rosenthal Coutinho (FD-USP), Fernando de Castro Fontainha (UERJ), José Roberto Franco Xavier (FND-UFRJ), Maíra Rocha Machado (FGV), Paulo Eduardo Alves Silva (USP Ribeirão Preto), Rebecca Forattini A. M. L. Igreja (UNB), Riccardo Cappi (UNEB).
O Conselho Editorial da revista conta com nomes como Bryant Garth, David Trubek, José Eduardo Faria, Kazuo Watanabe, Marcelo Neves e Maria Tereza Sadek.

## Impacto científico de seus artigos
De acordo com o Google Scholar, até 23 de abril de 2023, os cinco artigos mais citados deste periódico eram:
|   | Título do artigo | Autores                                                                                    | Ano  | DOI                                   | Área de estudo        | Citações qualificadas |
| - | --- | ------------------------------------------------------------------------------------------ | ---- | ------------------------------------- | --------------------- | --------------------- |
| 1 | La economía política del conocimiento jurídico                                                                            | Daniel Bonilla                                                                             | 2015 | https://doi.org/10.19092/reed.v2i1.53 | Direito comparado     | 17                    |
| 2 | Legislação antirracista punitiva no Brasil: uma aproximação à aplicação do direito pelos Tribunais de Justiça brasileiros | Marta Rodriguez de Assis Machado, Natália Neris da Silva Santos, Carolina Cutrupi Ferreira | 2015 | https://doi.org/10.19092/reed.v2i1.54 | Direitos humanos      | 15                    |
| 2 | De que lugar falamos? Retomando um velho papo sobre o Direito e a Sociologia                                              | Wanda Capeller                                                                             | 2015 | https://doi.org/10.19092/reed.v2i1.52 | Sociologia do direito | 15                    |
| 4 | Movimiento LGBT y contra movimiento religioso en Colombia                                                                 | Lina Malagón Penen                                                                         | 2015 | https://doi.org/10.19092/reed.v2i1.60 | Direitos humanos      | 14                    |
| 5 | Vetores, desafios e apostas possíveis na pesquisa empírica em direito no Brasil                                           | Fabio de Sá e Silva                                                                        | 2016 | https://doi.org/10.19092/reed.v3i1.95 | Epistemologia         | 12                    |